# Voskevan
Voskevan (en arménien Ոսկեվան ; anciennement Ghoshghotan) est une communauté rurale du marz de Tavush, en Arménie. Elle compte 1 405 habitants en 2008.